# Episodi di Leo Mattei - Unità Speciale
La serie televisiva Leo Mattei - Unità Speciale viene trasmessa in prima visione in Francia dal 12 dicembre 2013 sul canale TF1.
In Italia la serie ha debuttato su Fox Crime il 21 maggio 2015.
| Stagione | Titolo originale                    | Titolo italiano                      | Prima TV Francia  | Prima TV Italia |
| -------- | ----------------------------------- | ------------------------------------ | ----------------- | --------------- |
| 1        | Les yeux dans le dos                | Amore al veleno                      | 12 dicembre 2013  | 21 maggio 2015  |
| 1        | Alerte: disparitions                | Ragazze scomparse                    | 12 dicembre 2013  | 28 maggio 2015  |
| 2        | Manipulations                       | L'amico virtuale                     | 11 dicembre 2014  | 4 giugno 2015   |
| 2        | Au nom du fils                      | Per i figli                          | 11 dicembre 2014  | 11 giugno 2015  |
| 2        | La revenante                        | Il fantasma                          | 18 dicembre 2014  | 18 giugno 2015  |
| 2        | Sous pression                       | Le verità nascoste                   | 18 dicembre 2014  | 2015            |
| 3        | Secrets de famille                  | Segreti di famiglia                  | 24 settembre 2015 | 2017            |
| 3        | L'amour en fuite                    | L'amore in fuga                      | 24 settembre 2015 | 2017            |
| 3        | La fin de l'innocence               | La fine dell'innocenza               | 14 gennaio 2016   | 2017            |
| 3        | Livrés à eux-mêmes                  | Abbandonati a sé stessi              | 14 gennaio 2016   | 2017            |
| 3        | Retour vers le passé                | Ritorno al passato                   | 21 gennaio 2016   | 26 aprile 2018  |
| 3        | Génération libérée                  | Nuone generazioni                    | 21 gennaio 2016   | 26 aprile 2018  |
| 4        | La déchirure                        | Lo strappo                           | 15 dicembre 2016  | 3 maggio 2018   |
| 4        | Un homme en colère                  | Un uomo allo specchio                | 15 dicembre 2016  | 3 maggio 2018   |
| 4        | Hors de contrôle                    | Fuori controllo                      | 22 dicembre 2016  | 10 maggio 2018  |
| 4        | Délit de naissance                  | Delitto di nascita                   | 22 dicembre 2016  | 10 maggio 2018  |
| 5        | L'emprise du mal - Partie 1         | Il fascino del male - Parte 1        | 1º febbraio 2018  | 2 maggio 2019   |
| 5        | L'emprise du mal - Partie 2         | Il fascino del male - Parte 2        | 1º febbraio 2018  | 2 maggio 2019   |
| 6        | Question de goût                    | Questione di gusti                   | 14 febbraio 2019  | 9 maggio 2019   |
| 6        | La piste des étoiles                | Astro nascente                       | 14 febbraio 2019  | 9 maggio 2019   |
| 6        | Au bout du fil                      | Al telefono                          | 21 febbraio 2019  | 16 maggio 2019  |
| 6        | Sugar daddy                         | Per amore o per denaro               | 21 febbraio 2019  | 16 maggio 2019  |
| 6        | Le revers de la médaille - Partie 1 | Il rovescio della medaglia - Parte 1 | 28 febbraio 2019  | 23 maggio 2019  |
| 6        | Le revers de la médaille - Partie 2 | Il rovescio della medaglia - Parte 2 | 28 febbraio 2019  | 23 maggio 2019  |